# 吴颉
吴颉（?—?），柔然人。匹候跋子，地粟袁孙。启拔的兄弟。
地粟袁死后，长子匹候跋继父，居东边；次子缊纥提，居西边。391年，魏道武帝讨伐柔然，匹候跋和儿子启拔、吴颉投降，缊纥提和他的儿子诘归之、曷多汗、社崘、斛律被俘。394年，社崘兄弟叛离北魏，匹候跋收留社崘，把社崘兄弟安置在南方偏僻的地方。社崘于是杀死匹候跋，启拔、吴颉率领柔然东部部落去投奔北魏。社崘大肆抢掠了五原以西各部落，向北穿过沙漠，在漠北建立柔然汗国。